# Sophie Labelle
Sophie Labelle (Montréal, 22 aprile 1988) è una fumettista e attivista canadese. È una donna transgender, conosciuta per il suo webcomic Assigned Male, che attinge alle sue esperienze di ragazza e donna trans.  È un'attivista nel movimento per i diritti transgender e parla di temi della storia trans e del transfemminismo.